# Nienadówka
Nienadówka – falu Lengyelország Kárpátaljai vajdaságának Rzeszówi járásában. 2005-ben 2876 lakosa volt, ezzel a Sokołów Małopolski község (gmina) 2. legnépesebb települése. A 19. számú főút mellett fekszik, Rzeszówtól 21 km-re északra, Sokołówtól 4 km-re délre. A főúttól keletre fekvő falurész Dolna Nienadówka, a nyugatra fekvő pedig Górna Nienadówka néven ismert.
1561-ből való első írásos említése, amikor fatemplomot építettek az erre haladó kereskedelmi út mentén. A templomot 1595-ben szentelték fel és kis egyházközség alakult itt ki. 1638-ban már 600 lakosa volt, de 1655-1656 során a tatár támadások miatt elnéptelenedett. Később újra benépesült, 1880-ban 1451 lakosa volt. 1890-ben súlyos károkat okozott egy nagy tűzvész. 1902-ben szentelték fel új Szent Bertalannak szentelt kőtemplomát, mely ma is a falu legjelentősebb épülete. A német megszállás 1939. szeptember 10. – 1944. július 26. között tartott. Az élelmiszeripart az Albatros cég képviseli, mely haltermékeket állít elő.